# Fundació Bill i Melinda Gates
La Fundació Bill i Melinda Gates és una fundació de caritat establerta a la ciutat nord-americana de Seattle, sota els auspicis de Bill Gates, president de la multinacional de la informàtica Microsoft, i la seva llavors esposa, Melinda Gates. Fou creada el gener de l'any 2000 a l'unir-se la Fundació Gates per a l'aprenentatge i la Fundació William H. Gates. La fundació és dirigida pels pares de Bill Gates, William H. Gates i Patty Stonesifer.
Des dels seus inicis la Fundació Bill i Melinda Gates s'ha dedicat a invertir diners en l'escolarització, la prevenció de la sida i les malalties que afecten el Tercer Món. El 2004 van sorprendre l'opinió pública mundial, donant la quantitat de 200 milions de dòlars per a promoure la prevenció de la sida a l'Índia; el seu major programa de subvencions en un sol país.
Les principals organitzacions receptores a les quals la Fundació Bill & Melinda Gates ha contractat finançament, entre el 2009 i el 2015, per ordre de finançament són la GAVI, l'OMS, el Fons Mundial per a la lluita contra el SIDA, la tuberculosi i la malària, .... El 2016 es va comprometre a donar 80 milions de dòlars a la millora de les dades que mesuren i que es refereixen a les dones al món.
L'any 2006 fou guardonada amb el Premi Príncep d'Astúries de Cooperació Internacional

## Crítiques
El 7 de gener de 2007, Los Angeles Times denuncia que la Fundació de Bill & Melinda Gates inverteix la major part dels seus diners en empreses responsables dels problemes que diuen voler resoldre. En aquest dur article es repassen els principals problemes en els que intervé la Fundació Gates, citant exemples d'empreses en les que inverteixen i la seva suposada influència negativa sobre aquests mateixos problemes. A tall d'exemple, The Times denúncia que la fundació va donar 218 milions de dòlars a combatre la poliomielitis i immunitzar contra la mateixa a gran part de la població del delta del Níger. Simultàniament, va invertir 423 milions de dòlars en Eni, Royal Dutch Shell, Exxon Mobil Corp, Chevron Corp i Total of France, companyies responsables de produir els més alts nivells de contaminació en aquesta mateixa regió. Segons l'editorial, aquesta conducta podria ser explicada a partir de les exempcions d'impostos de les quals la fundació estaria beneficiant amb les seves donacions.
Henk Hobbelink, Coordinador de l'ONG Grain, va publicar el març de 2015 un estudi on s'explicava que gran part de les donacions de la Fundació anava destinada a quatre grans agències internacionals de desenvolupament, de les quals només un 10% es destinava a grups de desenvolupament a l'Àfrica. Hobbelink critcava que els Gates estan intentant fer a l'Àfrica amb el projecte AGRA (Aliança per una revolució verda a l'Àfrica) el que ja es va fer a l'Amèrica llatina anys abans, on es van crear grans latifundis de producció d'unes poques varietats uniformes de llavors que podien tenir un alt rendiment mitjançant fertilitzants químics i pesticides.